# 1824 na literatura

## Nascimentos
| Data           | Nome                         | Profissão | Nacionalidade | Observações | Ref |
| -------------- | ---------------------------- | --------- | ------------- | ----------- | --- |
| 8 de janeiro   | Wilkie Collins               | escritor  | Inglaterra    | m. 1889     |     |
| 19 de março    | William Allingham            | escritor  | Irlanda       | m. 1889     |     |
| 27 de julho    | Alexandre Dumas              | escritor  | França        | m. 1895     |     |
| 10 de dezembro | George MacDonald             | escritor  | Inglaterra    | m. 1905     |     |
| 18 de Outubro  | Juan Valera y Alcala Galiano | escritor  | Espanha       | m. 1905     |     |

## Mortes
| Data          | Nome                   | Profissão | Nacionalidade | Observações | Ref |
| ------------- | ---------------------- | --------- | ------------- | ----------- | --- |
| 19 de abril   | George Gordon Byron    | poeta     | Inglaterra    | n. 1788     |     |
| 26 de maio    | Capel Lofft            | escritor  | Inglaterra    | n. 1751     |     |
| 21 de junho   | Étienne Aignan         | escritor  | França        | n. 1773     |     |
| 30 de outubro | Charles Robert Maturin | escritor  | Irlanda       | n. 1782     |     |